# Dojo Toolkit
Dojo Toolkit – opensource’owa biblioteka programistyczna (czasem nazywana zestawem narzędzi) dla języka JavaScript. Został rozpoczęty przez Aleksa Russella, Dylana Schiemanna, Davida Schontzlera i innych w 2004. Jest rozpowszechniana na licencji BSD i Academic Free License. Fundacja Dojo jest organizacją non-profit stworzoną do promowania biblioteki.

## System widżetów Dijit

### Widżety
Widżety Dojo składają się z kodu JavaScript, HTML i CSS. Oferuje między innymi:
- Paski menu, karty i tooltips
- Sortowane tabele, dynamiczne wykresy i dwuwymiarowa grafika wektorowa
- Animowane efekty
- Widżety drzewa obsługujące metodę przeciągnij i upuść
- Formularze
- Kalendarze i zegary

### Skórki
Można użyć skórek takich jak tundra, soria i innych w celu zmiany wyglądu widżetów. Niektóre aplikacje takie jak TinyMCE, mają własny system skórek i mogą być zmieniane bez naruszania reszty interfejsu.

## Możliwości

### Asynchroniczna komunikacja
Jedną z ważniejszych możliwości aplikacji AJAX jest asynchroniczna komunikacja przeglądarki z serwerem. Tradycyjnie jest to wykonywane z użyciem obiektu XMLHttpRequest języka JavaScript. Dojo oferuje wrapper (dojo.io.bind) pozwalający na korzystanie z XMLHttpRequest w różnych przeglądarkach bez zmiany kodu. Potrafi też wykorzystać inne metody transportu (jak np. ukryte ramki iframe) i różne formaty wymiany danych.

### System paczek
Dojo oferuje system paczek w stylu modułowego programowania funkcjonalności w oddzielnych paczkach. Bazowy bootstrapper Dojo inicjuje przestrzenie nazw paczek: takie jak io, event itp. w przestrzeni nazw dojo.
Paczki Dojo zajmują od kilku do kilkunastu plików i może być ustalone, jakie pliki włączają się w skład. Każda paczka i plik definiują również wszelkie zależności. Kiedy paczka zostanie załadowana, wszelkie zależności też zostaną załadowane.

### Przechowywanie danych po stronie klienta
Obok funkcji do czytania i zapisywania ciasteczek, Dojo oferuje lokalny, działający po stronie klienta, schowek nazywany Schowkiem Dojo. Działa na takich przeglądarkach jak Internet Explorer, Mozilla Firefox i Safari. W przeglądarce Firefox 2 działa samodzielnie; w innych przeglądarkach tworzy ukryty aplet Flash. Programista używający Dojo Storage musi być obeznany z użytym mechanizmem i tablicami asocjacyjnymi (z metodami takimi jak put() i get()).

### Przechowywanie danych po stronie serwera
Od lutego 2007 roku Dojo obsługuje większość schowków po stronie serwera poprzez przestrzeń nazw dojo.data:
- CsvStore: format CSV
- OpmlStore: format OPML
- YahooStore: Yahoo!
- DeliciousStore: delicious
- RdfStore: RDF

## Fundacja Dojo
Fundacja Dojo jest organizacją non-profit do wspierania projektów opensource.

### Sponsorzy
- IBM
- Sun Microsystems
- JotSpot
- SitePen
- Renkoo
- AOL
- TurboAjax
- OpenLaszlo
- Nexaweb
- Bea Systems

### Wspierane projekty
Fundacja Dojo wspiera poniższe projekty razem z Dojo Toolkit:
- Persevere
- OpenRecord
- Cometd
- DWR
- Lucid Desktop